# Parco Jingshan
Il Jingshan (cinese 景山T, JǐngshānP) è una collina artificiale di Pechino, Cina. Si trova nel distretto di Xicheng, immediatamente a nord della Città proibita, sull'asse nord-sud principale della città. Originariamente un giardino imperiale, è oggi un parco pubblico, noto come Parco Jingshan (景山公园).
La collina alta 45,7 metri fu costruita nell'era Yongle della dinastia Ming con la terra ricavata dello scavo dei fossati del Palazzo imperiale e dei canali vicini. Secondo i dettami del Feng Shui il lato meridionale di una collina è un sito favorevole per un'abitazione, nonché pratico per la protezione offerta contro i freddi venti settentrionali. Per questo i palazzi imperiali di entrambe le capitali Ming si trovavano a sud di una collina, in questo caso costruita per l'occasione e nota anche come "collina del Feng Shui" o del carbone, traduzione del suo antico nome cinese (煤山T, MéishānP).
In questo luogo si suicidò nel 1644 l'ultimo imperatore della dinastia Ming, Chongzhen, impiccandosi.

## Rapporto con la Città proibita
Jingshan è adiacente al fossato della Città proibita, a cui era collegata fino al 1928 attraverso la Porta della Divina Potenza. Successivamente venne tracciata una nuova strada a nord del fossato del palazzo, separandolo dal parco.